# Miroslav Mlejnek
Miroslav Mlejnek (* 21. září 1959) je bývalý český fotbalista, obránce.

## Fotbalová kariéra
V československé lize hrál za Bohemians Praha (1978–1979 a 1991–1993), Sigmu Olomouc (1985–1989) a Spartu Praha (1989–1991). Se Spartou získal v sezónách 1989–90 a 1990–91 dvakrát mistrovský titul. V Poháru UEFA nastoupil ve 2 utkáních a dal 1 gól. Za juniorskou reprezentaci nastoupil v 9 utkáních a dal 2 góly. V nižších soutěžích hrál i za TŽ Třinec, SK Xaverov a 1. FC Terrex Kladno.

## Ligová bilance
| Ročník                                   | Zápasy | Góly | Klub                |
| ---------------------------------------- | ------ | ---- | ------------------- |
| 1. československá fotbalová liga 1978/79 | 2      | 0    | Bohemians Praha     |
| Česká národní fotbalová liga 1981/82     | 26     | 0    | TŽ Třinec           |
| Česká národní fotbalová liga 1982/83     | 21     | 0    | TŽ Třinec           |
| Česká národní fotbalová liga 1983/84     | 28     | 6    | TŽ Třinec           |
| Česká národní fotbalová liga 1984/85     | 28     | 4    | TŽ Třinec           |
| 1. československá fotbalová liga 1985/86 | 30     | 6    | Sigma Olomouc       |
| 1. československá fotbalová liga 1986/87 | 27     | 2    | Sigma Olomouc       |
| 1. československá fotbalová liga 1987/88 | 24     | 3    | Sigma Olomouc       |
| 1. československá fotbalová liga 1988/89 | 4      | 0    | Sigma Olomouc       |
| 1. československá fotbalová liga 1989/90 | 28     | 0    | AC Sparta Praha     |
| 1. československá fotbalová liga 1990/91 | 22     | 1    | AC Sparta Praha     |
| 1. československá fotbalová liga 1991/92 | 27     | 1    | Bohemians Praha     |
| 1. československá fotbalová liga 1992/93 | 23     | 0    | Bohemians Praha     |
| 2. česká fotbalová liga 1993/94          | -      | 1    | SK Xaverov          |
| 2. česká fotbalová liga 1994/95          | -      | 0    | 1. FC Terrex Kladno |
| CELKEM 1. československá liga            | 187    | 13   |                     |